# Trussville (Alabama)
Trussville é uma cidade localizada no estado americano do Alabama, no Condado de Jefferson e Condado de St. Clair.

## Demografia
Segundo o censo americano de 2000, a sua população era de 12.924 habitantes.
Em 2006, foi estimada uma população de 17.796, um aumento de 4872 (37.7%).

## Geografia
De acordo com o United States Census Bureau tem uma área de 57,6 km², dos quais 57,4 km² cobertos por terra e 0,2 km² cobertos por água.

## Localidades na vizinhança
O diagrama seguinte representa as localidades num raio de 16 km ao redor de Trussville.